# ソコーリニキ公園
ソコーリニキ公園（ソコーリニキこうえん、露: Сокольники, 英: Sokolniki Park）は、ロシア・モスクワの北東部にある公園である。
ソコリニキ公園、ソコルニキ公園とも表記される。単にソコーリニキともいう。正式には「ソコーリニキ文化と休息の公園｣ (Парк культуры и отдыха «Сокольники») という。公園の名称の「ソコーリニキ」は、｢鷹匠たち」という意味をもち、17世紀に鷹匠の本拠地があったソコルニチャ地区に由来する。

## 概要
総面積は 515.7 ヘクタールである。そのうち 229.2 ヘクタールは、自然史公園 (Природно-исторический парк «Сокольники») として特別に保護されている。7つの敷地が中心から放射状に広がっている。この公園は、11,000 ヘクタールを超える面積をもつヘラジカ島国立公園 (en:Losiny Ostrov National Park) と隣接している。
展示・コンベンションセンター (Конгрессо-выставочный центр) では、国際的な展示会や会議の他に、祭りなどの各種イベントが行われている。同センターの東隣には、書道博物館 (Музей каллиграфии) があり、南側には、スケートリンク ( Каток «Лед») がある。子ども向けの施設としては、科学に関する展示を行っているインノパルク (ИнноПарк) などがある。公園のメインエントランスまでの距離については、ソコリニキ駅からは 0.4 キロメートル、クレムリンからは 5.65 キロメートルとなっている。

## 由来
皇帝イヴァン4世やアレクセイ・ミハイロヴィチは、この地で鷹狩りを行っており、アレクセイによって、この公園の基礎が築かれたとされる。1878年、モスクワ市政府が公園を買い上げる。この年をもって、都市公園として創設・開園されたとされている。

1883年、公園の中心部分にドームの付いた円形の木造建築物、ロトンダが設けられた。1931年5月16日、モスクワ市議会などが公園の名称を「ソコーリニキ文化と休息の公園」に変更し、都市公園として正式に設立した。1941年10月1日に、戦争の影響によって公園は閉鎖されたが、1942年には、交響楽団や劇場などが活動を再開している。1979年、造園芸術の記念碑として承認を受ける。2015年、ソコーリニキの歴史をテーマに展示を行う公園博物館が創設される。